# Gypsophila patrinii
Gypsophila patrinii är en nejlikväxtart som beskrevs av Nicolas Charles Seringe. Gypsophila patrinii ingår i släktet slöjor, och familjen nejlikväxter. Inga underarter finns listade i Catalogue of Life.